# 싸움

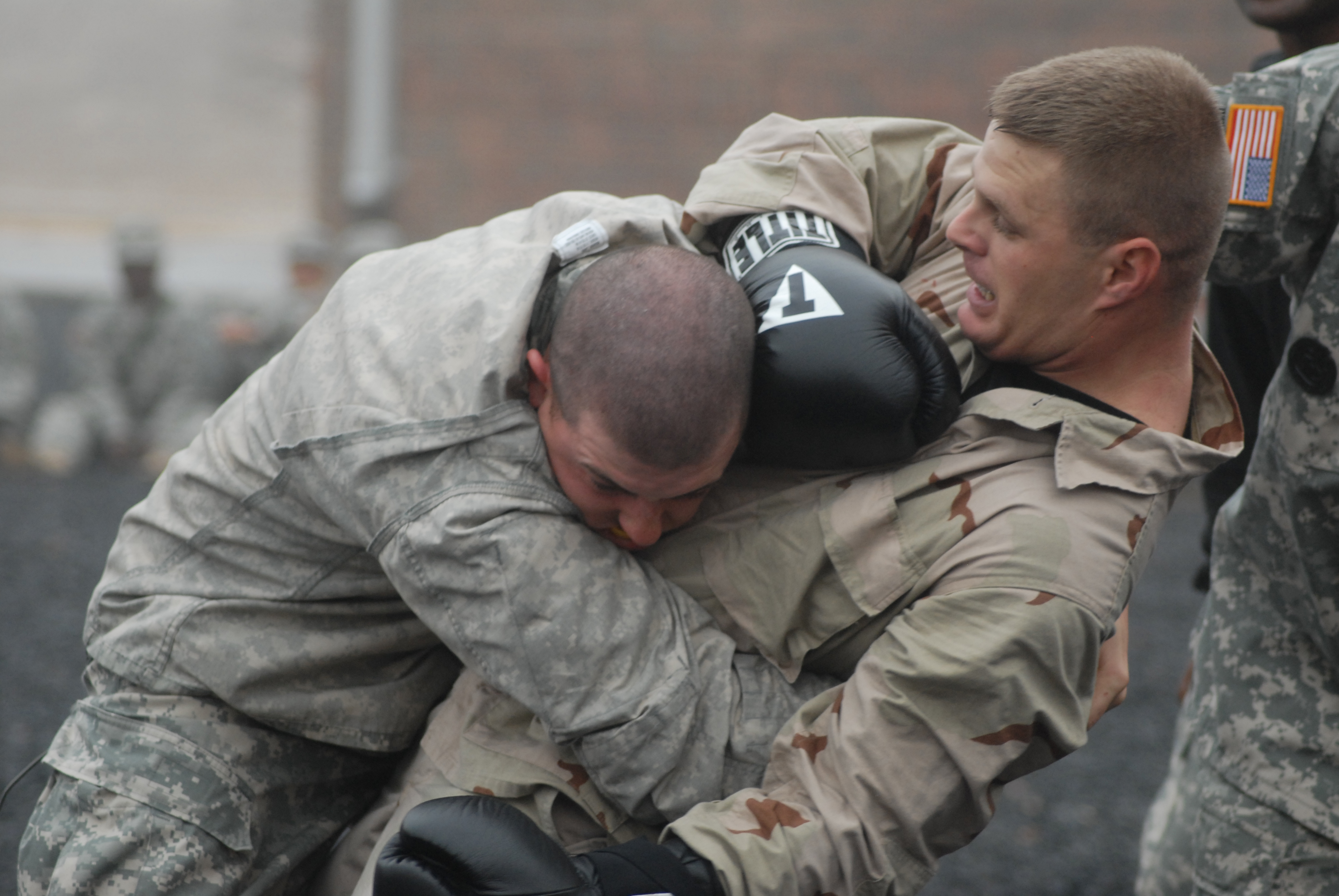
싸우는 미국 육군 군인

싸움은 의견 등이 일치하지 않아 물리적 또는 비물리적으로 충돌이 일어나는 것을 말한다. 합법적인 물리적 충돌은 UFC, road FC, 권투 경기, 씨름 경기, 태권도 경기, 검도 경기, 유도 경기, 레슬링 경기, 공수도 경기, 무에타이 경기 등이 있다. 합법적인 비물리적 충돌은 토론등이 있다.